# Alfredo Di Stéfano
Alfredo Stéfano Di Stéfano Laulhé (* 4. Juli 1926 in Buenos Aires; † 7. Juli 2014 in Madrid) war ein argentinischer Fußballspieler und -trainer, der 1956 auch die spanische Staatsbürgerschaft erhalten hatte. Ab 2000 war er Ehrenpräsident seines langjährigen Vereins Real Madrid.
Di Stéfano gewann mit River Plate zweimal die argentinische Meisterschaft (1945, 1947). Mit CD Los Millonarios gewann er als Kopf des legendären „blauen Balletts“ viermal die kolumbianische Meisterschaft (1949, 1951, 1952, 1953) und einmal den kolumbianischen Pokal (1953). Zudem gewann er in seiner erfolgreichsten Zeit als Kopf des legendären „weißen Balletts“ mit Real Madrid acht Mal die spanische Meisterschaft (1954, 1955, 1957, 1958, 1961, 1962, 1963, 1964), einmal den spanischen Pokal (1962), fünfmal in Folge den Europapokal der Landesmeister (1956, 1957, 1958, 1959, 1960), zweimal den Coupe Latine (1955, 1957) sowie einmal den Weltpokal des Vereinsfußball (1960).
Mit der argentinischen Nationalmannschaft gewann Di Stéfano die Südamerikameisterschaft (1947). Er spielte auch mit der spanischen Nationalmannschaft und verpasste 1957 mit dieser überraschend die Qualifikation zur Fußball-Weltmeisterschaft 1958.
Als Trainer gewann er in seinen zahlreichen Trainerstationen (Spanien, Portugal, Argentinien) zweimal die Argentinische Meisterschaft (1969, 1981), einmal mit Boca Juniors und einmal mit dessen Erzrivalen River Plate. Zudem gewann er mit dem FC Valencia die spanische Meisterschaft (1971) und den Europapokal der Pokalsieger (1980). Auch gelang ihm der Wiederaufstieg mit Valencia in die Primera División (1987). Mit Real Madrid gewann er als Trainer die Supercopa de España (1990).
Der Stürmer wurde in Argentinien (1947), Kolumbien (1951, 1952) und Spanien Torschützenkönig (1954, 1956 bis 1959), ebenso wie beim Europapokal der Landesmeister (1958, 1962).
Di Stéfano wurde zweimal mit dem Ballon d’Or als „Europas Fußballer des Jahres“ (1957, 1959) und als einziger Spieler der Geschichte mit dem Súper Ballón d’Or (1989) zu Europas Fußballspieler der letzten drei Jahrzehnte ausgezeichnet. Er gehört zudem zu Pelés FIFA 100 und belegte bei der FIFA-Wahl zum „Spieler des Jahrhunderts“ den vierten Platz. 2007 erhielt Di Stéfano den UEFA President’s Award und 2008 wurde er zum UEFA Ehrenpräsident ernannt. Seit 2000 war er Ehrenpräsident von Real Madrid und ihm zu Ehren trägt die Sportstätte des Real Madrid Castilla (seit 2006) den Namen Estadio Alfredo di Stéfano bzw. gibt es die Alfredo-Di-Stéfano-Trophäe (Marca) für den besten Spieler der Primera División.
Di Stéfano starb im Alter von 88 Jahren an den Folgen eines Herzinfarktes in einem Krankenhaus in Madrid. Bei der Fußball-Weltmeisterschaft 2014 wurde zu seinem Gedenken vor dem Anstoß des Halbfinalspiels zwischen Argentinien und den Niederlanden eine Gedenkminute eingelegt und Argentinien spielte mit Trauerflor.

## Vereinskarriere

### Herkunft und Anfänge

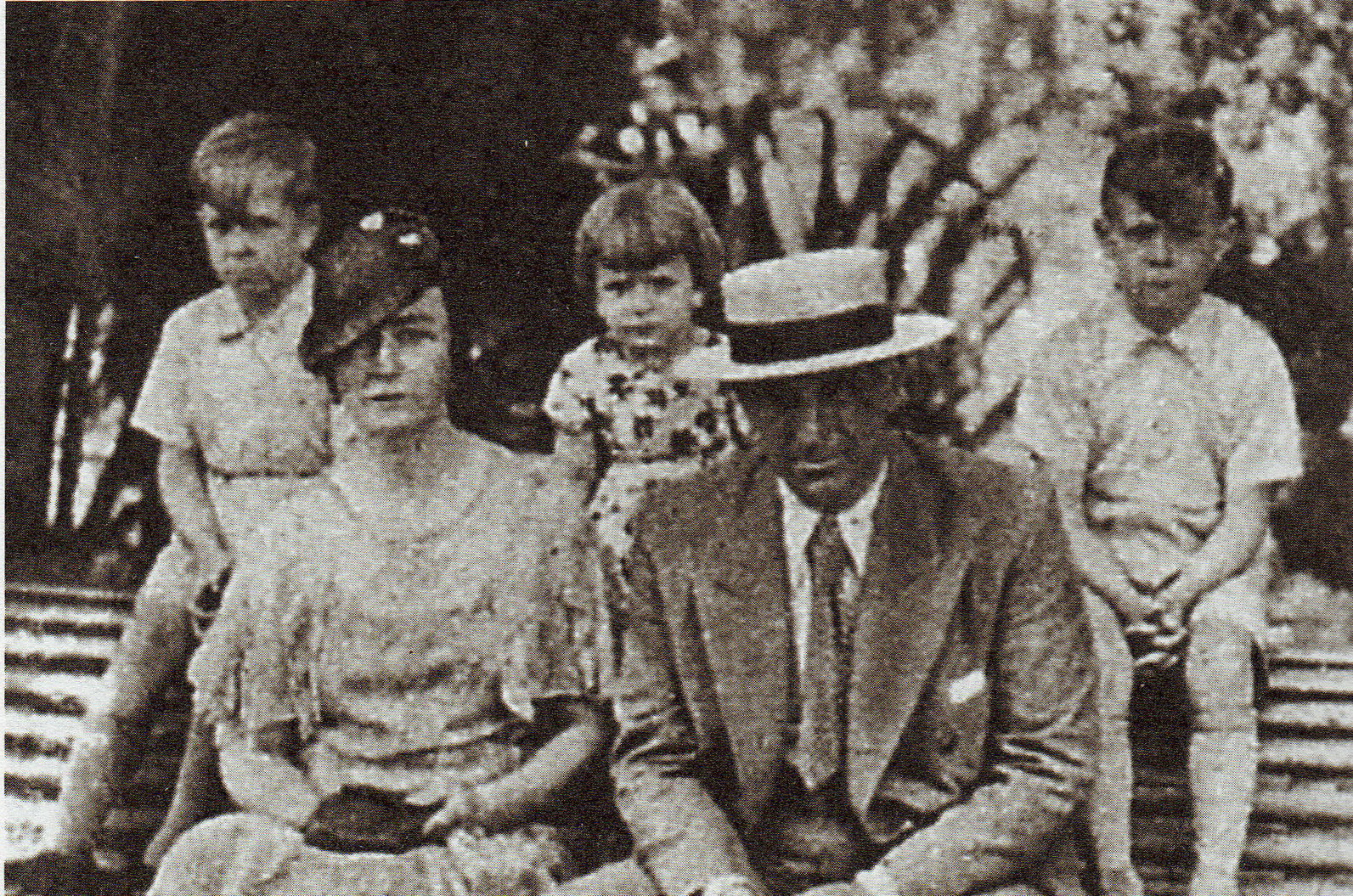
Di Stéfano (hinten links) mit seinen Eltern und den beiden Geschwistern

Alfredo Di Stéfano wurde am 4. Juli 1926 als ältester Sohn von Alfredo Di Stéfano Senior und dessen französischstämmiger Frau Eulalia (geb. Laulhé Gilmont) in Buenos Aires geboren. Sein Großvater väterlicherseits Michele Di Stefano (auf Italienisch ohne Akzent) war Italiener und von der Insel Capri nach Argentinien eingewandert. Die Familie lebte im Stadtviertel Barracas und betrieb eine Rinderzucht. In den Straßen und Hinterhöfen dieses Viertels am südöstlichen Stadtrand der Millionenmetropole nahm die Fußballleidenschaft des jungen Alfredo ihren Anfang und seit frühester Kindheit jagte er mit seinen Geschwistern oder Nachbarskindern einem Ball hinterher. Die Begeisterung für diesen Sport war ihm gleichsam in die Wiege gelegt worden, denn sein Vater impfte ihm die Liebe zu River Plate ein, dem Klub, für den er selbst einmal aktiv war (von 1910 bis 1912), und förderte das Talent des Jungen. Nachdem Alfredo zunächst in Stadtteilmannschaften wie Unidos y Venceremos und Imán aktiv gewesen war, absolvierte er 1941 ein Probetraining bei River Plate. Die Jugendtrainer waren von seinen Fähigkeiten überzeugt und verschafften dem Talent einen Platz in der Jugendmannschaft der Millonarios. Dort wurde Di Stéfano fortan fußballerisch ausgebildet und er rückte 1944 in die Reservemannschaft auf. Durch seine Leistungen wurde er bald ein Kandidat für den Profikader.

### River Plate (1945 bis 1949)

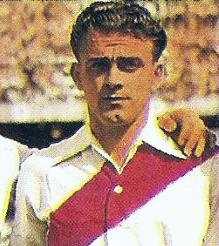
Di Stéfano als Spieler von River Plate

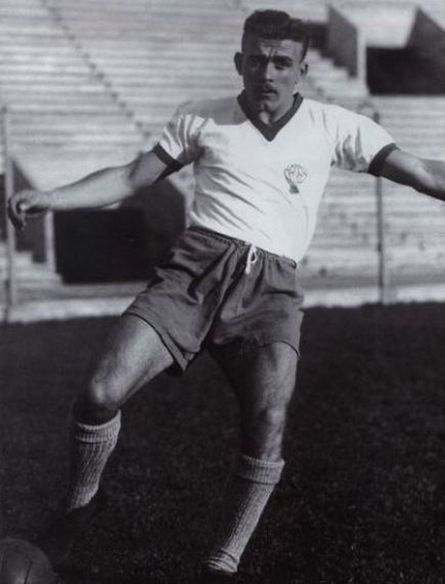
Im Trikot von CA Huracán (1946)

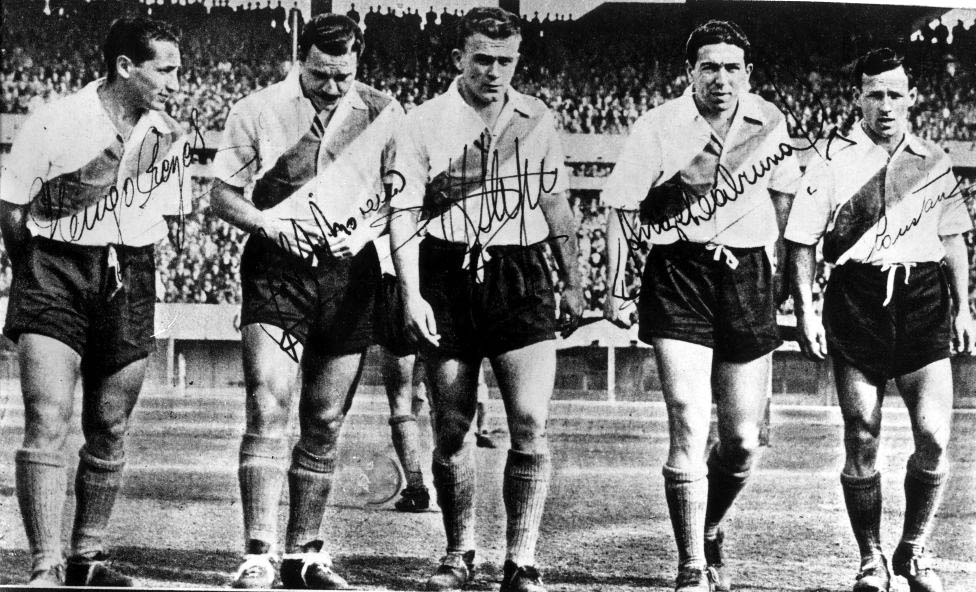
Di Stéfano als Teil von La maquina (River Plates Wundersturm), 1947

River Plate galt in den 1940er Jahren als die mit Abstand beste Vereinsmannschaft Südamerikas. Erfolgsgarant war der als La Máquina („Die Maschine“) bezeichnete Wundersturm um Adolfo Pedernera, Félix Loustau, Juan Carlos Muñoz, Ángel Labruna und José Manuel Moreno, der die Gegner reihenweise vor nahezu unlösbare Aufgaben stellte. Der 18-jährige Di Stéfano rückte in den Kader dieser Ausnahmemannschaft auf und debütierte am 15. Juli 1945 in der Partie gegen Club Atlético Huracán (2:1). Da jedoch der erfahrene Adolfo Pedernera auf der Position des Mittelstürmers gesetzt war, wurden Di Stéfano kaum Einsatzchancen eingeräumt, weshalb er zustimmte, an Huracán ausgeliehen zu werden, um Spielpraxis sammeln zu können. In seiner ersten vollen Profisaison (1945/46) bestritt er für die Vorstadtmannschaft 25 Ligaspiele und erzielte zehn Tore. Nach diesem gelungenen Gastspiel kehrte Di Stéfano selbstbewusst zu River Plate zurück. Er wurde zunächst Stammspieler als Rechtsaußen, doch bald erkannte Trainer José María Minella seine Qualitäten als Torjäger und beorderte ihn ins Sturmzentrum. Aufgrund seines robusten Körperbaus, seiner atemberaubenden Schnelligkeit und unglaublicher Tempodribblings setzte er sich auf der Position des Mittelstürmers durch und verdrängte Altstar Pedernera, der zu Club Atlético Atlanta wechselte. Mit 27 Toren in 30 Spielen wurde Di Stéfano Torschützenkönig und leistete damit einen erheblichen Beitrag zum Gewinn der argentinischen Meisterschaft. Presse und Fans waren vom blonden Stürmer begeistert und gaben ihm aufgrund seiner Haarfarbe sowie enormen Schnelligkeit den Spitznamen La Saeta Rubia („Der blonde Pfeil“).

### CD Los Millonarios (1949 bis 1953)
In den Jahren 1948/49 behinderten hartnäckige Auseinandersetzungen zwischen Ligaverband und der Spielergewerkschaft FAA den regulären Spielbetrieb der argentinischen Primera División erheblich. Die Gewerkschaft rief langwierige Spielerstreiks aus, um Mindestgehälter für Profis durchzusetzen. Als Konsequenz dieser Streitigkeiten suchten zahlreiche argentinische Stars ihr Glück im Ausland, viele davon zog es nach Kolumbien, um dort in der 1948 gegründeten Profiliga Dimayor zu spielen. Die Dimayor war de facto eine Abspaltung vom offiziellen Verband und nahm auf damals übliche Modalitäten wie fristgerechte Freigaben von Vereinen und Ablösezahlungen keine Rücksicht, was zum zeitweisen Ausschluss des Landes vom Weltverband FIFA führte. Auf Anraten Pederneras, der eine führende Position in der Spielergewerkschaft bekleidete, wechselte Di Stéfano gemeinsam mit seinem Mannschaftskameraden Néstor Rossi nach Kolumbien. Ohne Wissen River Plates, das keinerlei Transferentschädigung erhielt, unterzeichneten beide im August 1949 einen Vertrag beim finanzstarken Hauptstadtklub CD Los Millonarios. Dessen Präsident und Gönner war der steinreiche Unternehmer Alfonso Senior Quevedo, ein Mitbegründer der Dimayor. Am Saisonende standen die Millonarios mit Deportivo Cali punktgleich an der Tabellenspitze, setzten sich aber in den notwendigen Entscheidungsspielen durch (1:0, 3:1) und gewannen schließlich den ersten Meistertitel ihrer Vereinsgeschichte. Die Mannschaft, die aufgrund ihres herausragenden Kurzpassspiels als Balet Azul („Blaues Ballett“) in die Historie einging, dominierte die Dimayor. Von 1951 bis 1953 folgten drei weitere Meisterschaften und ein Pokalsieg 1953. Zum unumstrittenen Star avancierte Di Stéfano, der mit seinen Toren (Torschützenkönig 1951 und 1952) und überragenden Leistungen erheblichen Anteil an den Erfolgen hatte. Daneben zogen die Millonarios bei Freundschaftsspielen in Europa die Aufmerksamkeit auf sich. Insbesondere im Turnier anlässlich des 50-jährigen Bestehens von Real Madrid 1952 beeindruckte Di Stéfano die Fachwelt und den Vorstand der „Königlichen“, die sich den Südamerikanern mit 2:4 geschlagen geben mussten.

### Real Madrid (1953 bis 1964)
Turbulenter Wechsel

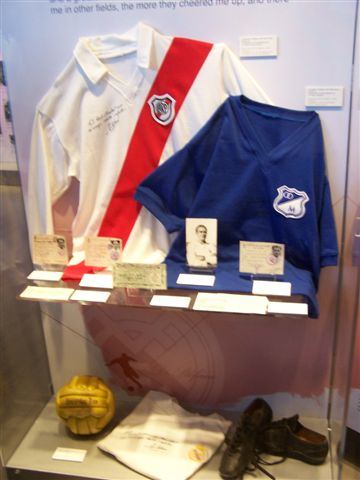
Erinnerungsstücke von Di Stéfano im Museum von Real Madrid

Die Vereinsführung Real Madrids war von Di Stéfanos Leistungen begeistert und der Wunsch, diesen Ausnahmekönner zu verpflichten, wurde zu einer wahren Obsession. Doch mit dem FC Barcelona hatte ein weiterer spanischer Spitzenklub Interesse angemeldet und warb intensiv um die Dienste des 25-jährigen Argentiniers. Die Katalanen überwiesen vier Millionen Peseten (rd. 217.000 Euro) an River Plate. Di Stéfano war zu diesem Zeitpunkt zwar bei CD Los Millonarios in Bogotá unter Vertrag, da die Kolumbianer bei seiner Verpflichtung aber keine Ablösesumme überwiesen hatten, hatte die FIFA entschieden, dass nach Vertragsende in Kolumbien die Transferrechte für Di Stéfano wieder an River Plate zurückfallen würden. Di Stéfano reiste daher nach Barcelona. Nun wurde aber auch Real Madrid auf dem Transfermarkt tätig und eines der merkwürdigsten Ablösegeschäfte der Fußballgeschichte nahm seinen Lauf. Nachdem es zwischen Real und Barça bereits 1950 wegen der Verpflichtung László Kubalas zu einem Transferstreit gekommen war, an dessen Ende der Spieler zu Barcelona wechselte, wollte sich Real-Präsident Santiago Bernabéu auf keinen Fall noch einmal ausstechen lassen. Bernabéu wandte sich daher an CD Los Millonarios, das noch bis zum 31. Dezember 1954 die Transferrechte an Di Stéfano besaß und zahlte 1,5 Millionen Peseten (rd. 81.000 Euro), erklärte sich aber auch bereit River Plate zu entschädigen. Somit war die einzigartige Situation entstanden, dass zwei Vereine Ablösesummen gezahlt hatten und der spanische Verband eine Entscheidung treffen musste, zu welchem der beiden der Spieler wechseln sollte. In Übereinstimmung mit dem spanischen Sportministerium entschied der Verband am 15. September 1953, dass Di Stéfano zwei Saisons für Real Madrid (1953/54 und 1955/56) und zwei Saisons für den FC Barcelona (1954/55 und 1956/57) spielen sollte. Doch Barcelona war mit dieser Entscheidung nicht einverstanden und rückte von einer Verpflichtung ab, obwohl Di Stéfano bereits in Freundschaftsspielen für sie aufgelaufen war. Dabei hatte dieser lustlos und formschwach gewirkt, weshalb man sich entschloss auf den Transfer zu verzichten, bestand jedoch auf Zahlung einer Entschädigung durch Madrid. Bernabéu entschädigte die Katalanen mit vier Millionen Peseten, wodurch sich das Gesamtvolumen des Di Stéfano-Geschäfts auf die Rekordsumme von 5,5 Millionen Peseten (rd. 298.000 Euro) belief. Diese Ereignisse verschärften die traditionelle Rivalität der beiden Vereine noch weiter und Barcelonas Verantwortliche behaupteten anschließend, nur auf Druck der Franco-Regierung Abstand von der Verpflichtung Di Stéfanos genommen zu haben.
Begründer der erfolgreichsten Ära der Vereinsgeschichte
Am 23. September 1953 wurde dieser von Bernabéu als Neuzugang offiziell vorgestellt und debütierte im Freundschaftsspiel gegen den AS Nancy (2:4). Die Verpflichtung Di Stéfanos sollte sich für die „Königlichen“ als wahrer Glücksfall erweisen, denn damit wurde die erfolgreichste Ära in der Vereinsgeschichte eingeleitet, die den „Mythos Real Madrid“ begründete. Gleich in seiner Premierensaison 1953/54 wurde Di Stéfano mit 27 Treffern Torschützenkönig (Pichichi) und führte die Mannschaft nach 21 Jahren Wartezeit zur lang ersehnten dritten Meisterschaft. Außerordentlich war Di Stéfanos Leistung in der Partie gegen den FC Barcelona, als er den großen Rivalen beim 5:0-Sieg mit vier Toren im Alleingang gedemütigt hatte. Längst hatte sich der Ausnahmefußballer ob seiner Torgefährlichkeit und seiner Präsenz im gegnerischen Strafraum den Beinamen „Die Lanzenspitze“ erworben. Di Stéfanos überraschende Vorstöße stellten nahezu jede Abwehr vor große Probleme. Mit seiner angeborenen Führungsstärke, hohen Professionalität und der Einführung des Kurzpassspiels sorgte er für einen grundlegenden Wandel im Spiel Madrids und machte es zur weltbesten Vereinsmannschaft der damaligen Zeit. Die Mannschaft der Fünfziger und frühen Sechziger, die neben der heimischen Liga bald auch Europa dominieren sollte, ging als „weißes Ballett“ in die Fußball-Annalen ein. Sie überzeugte spielerisch auf ganzer Linie und der elegante, technisch anspruchsvolle Fußball erinnerte an eine Ballettaufführung mit Di Stéfano als Dirigenten. Weitere Ausnahmespieler wie Héctor Rial, Francisco Gento, Raymond Kopa, Ferenc Puskás und José Santamaría fanden den Weg zu den „Königlichen“, die bald als unbezwingbar bezeichnet wurden. Trotz dieser Ansammlung hochkarätiger Einzelkönner war Di Stéfano stets unumstrittener Kopf der Mannschaft und die anderen Spieler ordneten sich seiner Führung bedingungslos unter. In der Primera División feierte er mit Real Madrid acht Meisterschaften (1954, 1955, 1957, 1958, 1961 bis 1964) und einen Pokalsieg (1962). Neben den Erfolgen auf nationaler Ebene brachte der neu ins Leben gerufene Europapokal der Landesmeister den großen Ruhm. Real sicherte sich die begehrte Trophäe in den ersten fünf Auflagen des Wettbewerbs, ein bis heute unerreichter Meilenstein des Fußballs: 1956 mit 4:3 gegen Stade Reims, 1957 mit 2:0 gegen den AC Florenz, 1958 mit 3:2 n. V. gegen den AC Mailand, 1959 mit 2:0 gegen Stade Reims und 1960 mit 7:3 gegen Eintracht Frankfurt. Di Stéfano war das Kunststück gelungen in jedem Endspiel ein Tor zu erzielen, gegen Frankfurt traf er sogar dreimal. Der Gewinn des Weltpokals 1960 komplettierte die Titelsammlung. Das außenpolitisch isolierte Franco-Regime wusste diese internationalen Erfolge zu nutzen und die Propaganda stilisierte Real Madrid zum internationalen Vorzeigeobjekt hoch.
Spielweise
Di Stéfanos Spielweise war geprägt von besonderer Eleganz und auf dem Rasen umgab ihn die natürliche Aura eines Grandseigneurs. Er war kein reiner Vollstrecker, der im Sturmzentrum auf seine Chancen wartete, vielmehr konnte man ihn als kompletten Spieler charakterisieren, dessen Aktionsradius vom eigenen bis zum gegnerischen Strafraum reichte. Häufig ließ sich „der General“ ins Mittelfeld zurückfallen, um als Spielmacher das Aufbauspiel seiner Elf zu organisieren. Insbesondere das Zusammenspiel mit seinem kongenialen Partner Ferenc Puskás ist hervorzuheben, dessen Ankunft 1958 die Spielweise von La Máquina mit jener der goldenen Elf Ungarns vereinigte. Der 7:3-Sieg über Eintracht Frankfurt im Finale des Europapokals der Landesmeister 1960 bildete den Höhepunkt des „weißen Balletts“ und des Zusammenspiels zwischen Di Stéfano, der drei Tore erzielte, und Puskás, der die restlichen vier Treffer beisteuerte. Aller individuellen Fähigkeiten zum Trotz stellte sich Di Stéfano immer in den Dienst seiner Elf und wollte sich als charismatischer Führungsspieler nie von seinen Mitspielern abheben. Er schrieb seine Triumphe stets einem funktionierenden Mannschaftsspiel zu: „Der Fußball hat mir alles gegeben. Ich habe ihn immer als Mannschaftsspiel verstanden und deutlich gemacht, dass ich nicht vergöttert werden will, sondern spielen. Und dazu muss man laufen und schwitzen.“ Die Sportzeitung France Football würdigte sein Können, indem sie Di Stéfano zweimal (1957 und 1959) mit dem Ballon d’Or als „Europas Fußballer des Jahres“ auszeichnete.
Ende der Vereinskarriere bei Real Madrid
1961 wurde der Nimbus der Unbesiegbarkeit Real Madrids auf europäischer Bühne gebrochen. In der ersten Runde des Europapokals der Landesmeister schieden sie gegen den FC Barcelona aus, im Folgejahr unterlagen sie im Finale Benfica Lissabon (3:5). Ebenso hatten die Meisterschaften der Sechziger nicht mehr den Glanz vorangegangener Jahre, und auch Di Stéfano musste dem zunehmenden Alter Tribut zollen. Nach dem verlorenen Endspiel um den Europapokal der Landesmeister 1964 gegen Inter Mailand (1:3) wollte Vereinspräsident Bernabéu den inzwischen 38-jährigen Di Stéfano überzeugen, die aktive Karriere zu beenden und den Posten als Sportdirektor zu übernehmen. Di Stéfano, der schon in den vergangenen Jahren erheblichen Einfluss auf die Transferpolitik seines Klubs ausgeübt hatte, wollte seine Karriere fortsetzen und lehnte ab. Es kam zu keiner Einigung und der spätere Ehrenpräsident verließ Madrid im Unfrieden, um sich Espanyol Barcelona anzuschließen. Die Niederlage gegen Inter Mailand am 27. Mai 1964 war somit Di Stéfanos letztes Pflichtspiel für die „Königlichen“. Während seiner elf Jahre im blütenweißen Real-Trikot absolvierte er 396 Pflichtspiele und erzielte dabei 307 Tore (Primera División: 282/216; Copa del Rey: 50/39; Europapokal: 58/49; Andere: 6/3). Damit war Di Stéfano über vier Jahrzehnte Rekordtorschütze des Klubs, ehe diese Marke von Raúl übertroffen wurde. Daneben war er der erste Spieler überhaupt, der viermal hintereinander Torschützenkönig der Primera División wurde, was nach ihm nur Hugo Sánchez (1985 bis 1988) gelang.
Entführung
In seiner Zeit bei Real wurde Di Stéfano 1963 im Rahmen einer Reise nach Venezuela Opfer einer Entführung durch die FALN. Früh am Morgen klopfte es an seinem Hotelzimmer in Caracas, drei uniformierte Männer standen vor seiner Tür. Sie gaben sich als Polizisten zu erkennen und baten den Argentinier, sie auf das Revier zu begleiten. Der Fußballer soll unter Verdacht stehen, Drogen zu besitzen – wie sich herausstellte nur ein Vorwand. Mit der Vermutung, lediglich Opfer eines großen Missverständnisses zu sein, begleitete Di Stéfano die Gruppe. Die vermeintlichen Polizisten offenbarten später im Wagen, von der Gruppierung FALN, einer linksradikal gerichteten Guerilla-Organisation zu sein. Die Entführer machten ihm klar, dass sie ihn als Geisel nehmen würden, ihm aber nichts zustoßen würde, wenn er sich an die Regeln halte. Die separatistische Bewegung, bestehend aus Regimekritikern, Revolutionären und radikalisierten Mitgliedern der kommunistischen Partei, hatte es sich zum Ziel gesetzt, gegen die Regierung des damaligen venezolanischen Präsidenten Rómulo Betancourt zu protestieren – und die Idee fruchtete. Durch die Entführung des erfolgreichsten Fußballers jener Zeit war die FALN in Medien und Öffentlichkeit stark vertreten. Die Entführung schmückte die Titelseiten von Zeitschriften auf der ganzen Welt. Der Erfolg der Aktion war für Di Stéfano ein Glücksfall. Weil das einzige Ziel – Aufmerksamkeit für die Verhältnisse in Venezuela zu erwecken – mit der Entführung erreicht wurde, konnte der Argentinier nach 72 Stunden in Gewahrsam wieder freigelassen werden. Die Entführer brachten den Spieler in die Avenida Libertadores und forderten ihn auf, auszusteigen. Dort nahm er sich ein Taxi und fuhr zur spanischen Botschaft. Trotz der Strapazen demonstrierte das Opfer Verständnis für die Ziele und Anliegen der Bewegung: Das waren Altruisten, die haben Ideale, gab sich der Fußballer anschließend empathisch. Letztlich kam er mit dem Schrecken davon und blieb unversehrt. Auf Wunsch von Vorstand Bernabéu ging er sogar am Tag seiner Freilassung bereits wieder seiner Berufung nach, spielte eine Halbzeit gegen São Paulo, ehe er aus Erschöpfung ausgewechselt werden musste. Im Nachhinein kursierten Meldungen, er habe während der Gefangenschaft mit seinen Entführern Karten und Schach gespielt, als hätte der Argentinier neue Freundschaften geschlossen. Ob er in Kontakt mit seinen Peinigern geblieben ist, wird nicht berichtet.

### RCD Espanyol Barcelona (1964 bis 1966)
1964 schloss sich Di Stéfano Espanyol Barcelona an und ließ seine aktive Laufbahn nach zwei Saisons ausklingen (1964/65: 11. und 1965/66: 12.). Hier kam es zu einem kurzen Zusammenspiel mit László Kubala, einer weiteren Legende des spanischen Fußballs.
Am 7. Juni 1967 verabschiedete sich Alfredo Di Stéfano von der Fußballbühne und beendete seine Karriere. Ihm zu Ehren veranstaltete man im Estadio Santiago Bernabéu vor 130.000 Zuschauern ein Abschiedsspiel gegen Celtic Glasgow, den amtierenden Sieger des Europapokals der Landesmeister.

## Nationalmannschaftskarriere

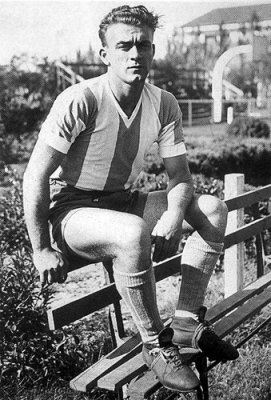
Di Stéfano während der Südamerikameisterschaft 1947

### Argentinien
1947 berief Argentiniens Nationaltrainer Guillermo Stábile den 21-jährigen Di Stéfano in das Aufgebot für die anstehende Südamerikameisterschaft (Copa América). Dort debütierte er am 4. Dezember in der Partie gegen Bolivien (7:0) und erzielte ein Tor. Die argentinische Fußballnationalmannschaft war das überragende Team des Turniers und gewann souverän den Titel, während Di Stéfano in sechs Einsätzen sechsmal getroffen hatte. Obwohl seine Karriere in der Albiceleste verheißungsvoll begonnen hatte, kamen keine weiteren Länderspiele mehr hinzu, da die Spieler, die in Kolumbien spielten, nicht mehr nominiert wurden.

### Kolumbien
1949 bestritt er vier inoffizielle Länderspiele für Kolumbien, die von der FIFA nicht anerkannt wurden.

### Spanien

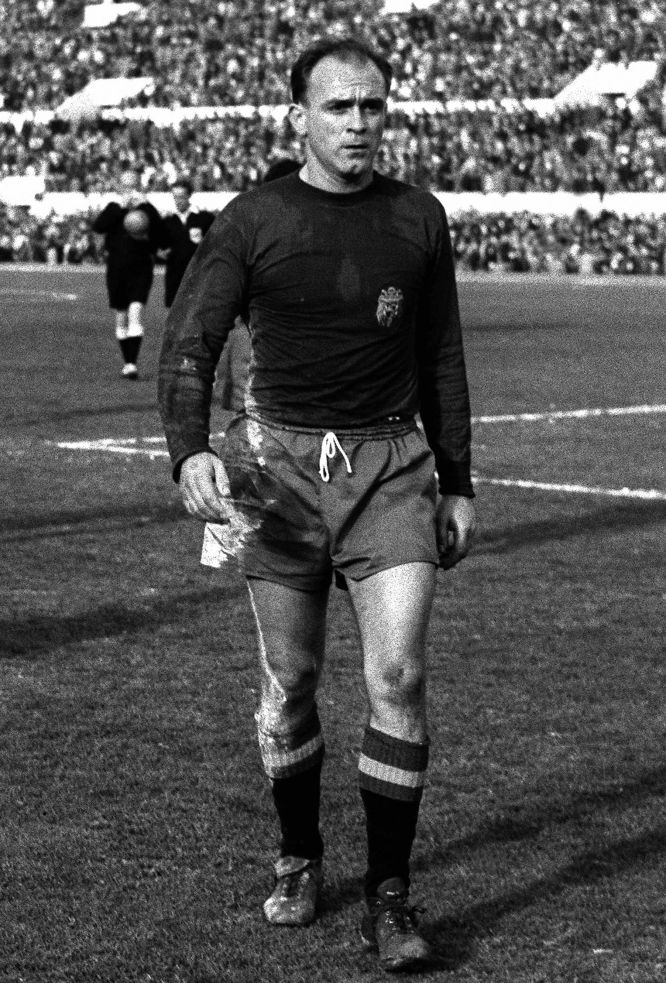
Di Stéfano im Trikot der spanischen Nationalmannschaft (1959)

Nachdem Di Stéfano 1956 die spanische Staatsbürgerschaft erhalten hatte, war er fortan für die spanische Nationalmannschaft spielberechtigt. Am 30. Januar 1957 lief er erstmals für die Selección auf und traf beim 5:0-Sieg gegen die Niederlande gleich doppelt. Trotz herausragender Einzelspieler wie Di Stéfano, Francisco Gento, Luis Suárez oder László Kubala verpasste Spanien überraschend die Qualifikation für die Weltmeisterschaft 1958. Sie gelang vier Jahre später für das Turnier in Chile; neben Di Stéfano gehörte der ebenfalls eingebürgerte Ungar Ferenc Puskás zum Aufgebot. Eine hartnäckige Muskelverletzung hinderte jedoch den mittlerweile 36-jährigen Altstar an einem Einsatz, weshalb das Freundschaftsspiel gegen Frankreich am 10. Dezember 1961 Di Stéfanos letztes Länderspiel war. Damit reiht er sich in die Riege der Weltklasse-Spieler wie László Kubala (Tschechoslowakei, Ungarn und Spanien), Ryan Giggs (Wales), George Best (Nordirland) und George Weah (Liberia) ein, die niemals bei einer Weltmeisterschaft zum Einsatz kamen.

## Titel, Erfolge und Auszeichnungen als Spieler

### Verein
- Argentinische Meisterschaft (2): 1945, 1947
- Kolumbianische Meisterschaft (4): 1949, 1951, 1952, 1953
- Kolumbianischer Pokal (1): 1953
- Spanische Meisterschaft (8): 1953/54, 1954/55, 1956/57, 1957/58, 1960/61, 1961/62, 1962/63, 1963/64
- Spanischer Pokal (1): 1962
- Europapokal der Landesmeister (5): 1956, 1957, 1958, 1959, 1960
- Coupe Latine (2): 1955, 1957
- Weltpokal (1): 1960

### Nationalmannschaft
- Copa América (1): 1947

### Individuelle Auszeichnungen

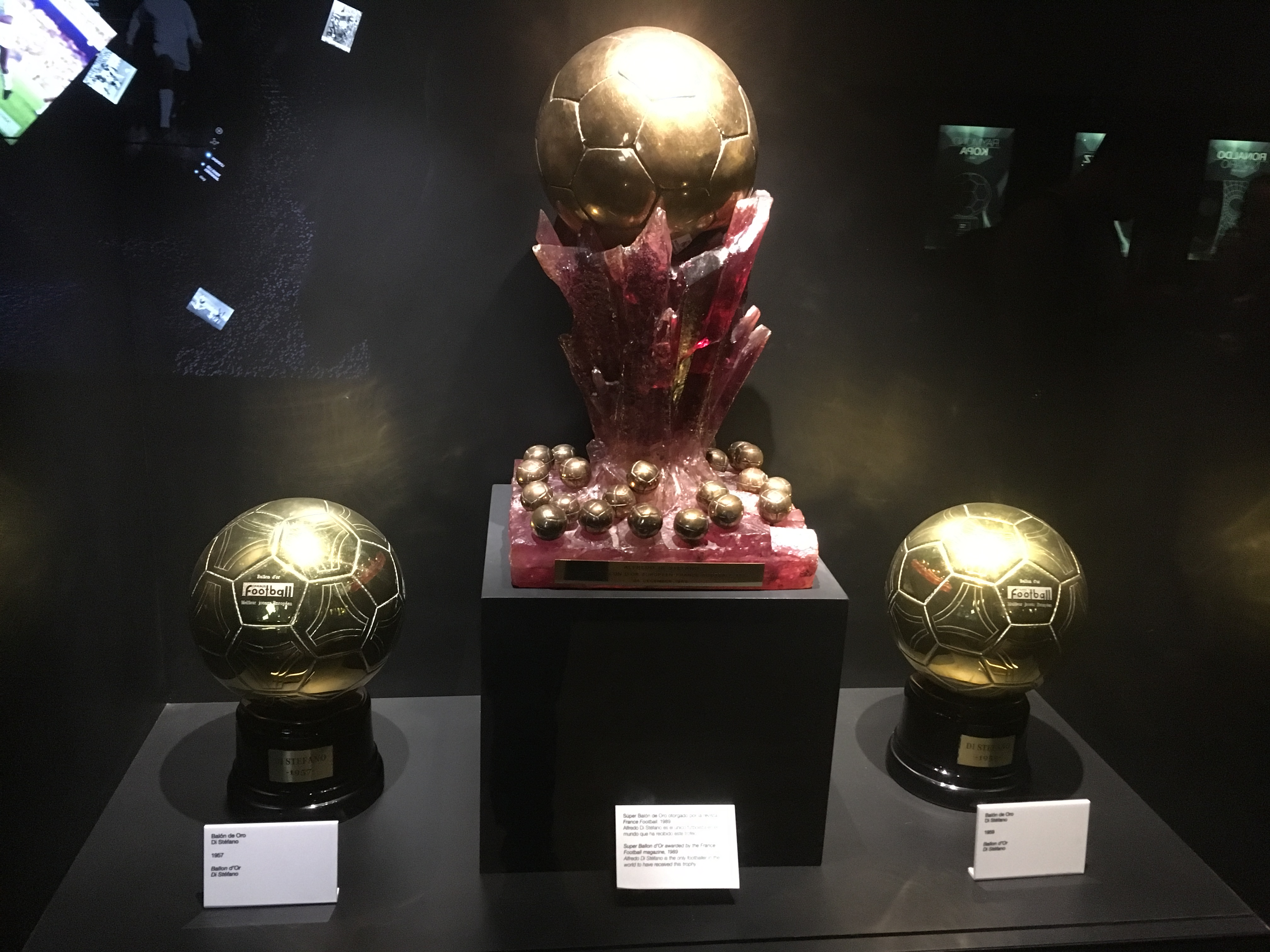
Der Súper Ballón d’Or (Mitte) und die zwei Ballón d’Ors von Alfredo Di Stéfano

- Argentinischer Torschützenkönig (1): 1947 (27 Tore)
- Kolumbianischer Torschützenkönig (2): 1951 (31 Tore), 1952 (19)
- Spanischer Torschützenkönig (5): 1953/54 (27 Tore), 1955/56 (24), 1956/57 (31), 1957/58 (19), 1958/59 (23)
- Torschützenkönig des Europapokal der Landesmeister (2): 1958 (10 Tore), 1962 (7)
- Ballon d’Or („Europas Fußballer des Jahres“; 2): 1957, 1959 (Zweiter 1956)
- Europas Fußballspieler der letzten drei Jahrzehnte (Súper Ballón d’Or): 1989 (einziger Titelträger)
- FIFA 100
- FIFA Spieler des Jahrhunderts: 4. Platz[2]

## Karrierestatistik als Vereinsspieler
| Verein             | Liga             | Saison          | Liga   | Liga | Nat. Pokal | Nat. Pokal | Int. Pokal | Int. Pokal | Andere | Andere | Gesamt | Gesamt |
| Verein             | Liga             | Saison          | Spiele | Tore | Spiele     | Tore       | Spiele     | Tore       | Spiele | Tore   | Spiele | Tore   |
| ------------------ | ---------------- | --------------- | ------ | ---- | ---------- | ---------- | ---------- | ---------- | ------ | ------ | ------ | ------ |
| River Plate        | Primera División | 1945            | 1      | 0    | -          | -          | -          | -          | -      | -      | 1      | 0      |
| CA Huracán         | Primera División | 1946            | 25     | 10   | -          | -          | -          | -          | -      | -      | 25     | 10     |
| River Plate        | Primera División | 1947            | 30     | 27   | -          | -          | -          | -          | -      | -      | 30     | 27     |
| River Plate        | Primera División | 1948            | 23     | 13   | -          | -          | 6          | 4          | -      | -      | 29     | 17     |
| River Plate        | Primera División | 1949            | 12     | 9    | -          | -          | -          | -          | -      | -      | 12     | 9      |
| Gesamt             | Gesamt           | Gesamt          | 91     | 59   | -          | -          | 6          | 4          | -      | -      | 97     | 63     |
| CD Los Millonarios | Dimayor          | 1949            | 15     | 16   | -          | -          | -          | -          | -      | -      | 15     | 16     |
| CD Los Millonarios | Dimayor          | 1950            | 29     | 23   | 2          | 1          | -          | -          | -      | -      | 31     | 24     |
| CD Los Millonarios | Dimayor          | 1951            | 34     | 32   | ?          | ?          | -          | -          | -      | -      | 34     | 32     |
| CD Los Millonarios | Dimayor          | 1952            | 24     | 19   | ?          | ?          | -          | -          | -      | -      | 24     | 19     |
| Gesamt             | Gesamt           | Gesamt          | 102    | 90   | 2          | 1          | -          | -          | -      | -      | 104    | 91     |
| Real Madrid        | Primera División | 1953/54         | 28     | 27   | -          | -          | -          | -          | -      | -      | 28     | 27     |
| Real Madrid        | Primera División | 1954/55         | 30     | 25   | -          | -          | 2          | 0          | -      | -      | 32     | 25     |
| Real Madrid        | Primera División | 1955/56         | 30     | 24   | -          | -          | 7          | 5          | -      | -      | 37     | 29     |
| Real Madrid        | Primera División | 1956/57         | 30     | 31   | 3          | 3          | 8          | 7          | 2      | 2      | 43     | 43     |
| Real Madrid        | Primera División | 1957/58         | 30     | 19   | 7          | 7          | 7          | 10         | -      | -      | 44     | 36     |
| Real Madrid        | Primera División | 1958/59         | 28     | 23   | 8          | 5          | 7          | 6          | -      | -      | 43     | 34     |
| Real Madrid        | Primera División | 1959/60         | 23     | 12   | 5          | 3          | 6          | 8          | -      | -      | 34     | 23     |
| Real Madrid        | Primera División | 1960/61         | 23     | 21   | 9          | 8          | 2          | 0          | 2      | 1      | 36     | 30     |
| Real Madrid        | Primera División | 1961/62         | 23     | 11   | 8          | 4          | 10         | 7          | -      | -      | 41     | 22     |
| Real Madrid        | Primera División | 1962/63         | 13     | 12   | 9          | 8          | 2          | 1          | -      | -      | 24     | 21     |
| Real Madrid        | Primera División | 1963/64         | 24     | 11   | 1          | 1          | 9          | 5          | -      | -      | 34     | 17     |
| Gesamt             | Gesamt           | Gesamt          | 282    | 216  | 50         | 39         | 60         | 49         | 4      | 3      | 396    | 307    |
| Espanyol Barcelona | Primera División | 1964/65         | 24     | 7    | 3          | 2          | -          | -          | -      | -      | 27     | 9      |
| Espanyol Barcelona | Primera División | 1965/66         | 23     | 4    | 4          | 1          | -          | -          | 6      | 0      | 33     | 5      |
| Gesamt             | Gesamt           | Gesamt          | 47     | 11   | 7          | 3          | -          | -          | 6      | 0      | 60     | 14     |
| Karriere Gesamt    | Karriere Gesamt  | Karriere Gesamt | 522    | 376  | 67         | 52         | 66         | 53         | 10     | 3      | 665    | 484    |

## Karriere als Trainer und Funktionär

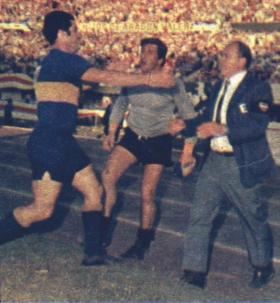
Di Stéfano als Trainer von Boca Juniors, 1969

Im Anschluss an seine Spielerkarriere blieb Di Stéfano im Fußballgeschäft und übernahm 1967 das Traineramt des FC Elche. Seinen ersten Titel als Trainer holte er 1969, als er die Boca Juniors zur argentinischen Meisterschaft führte. Er kehrte nach Spanien zurück, um den FC Valencia zu übernehmen, den er insgesamt vier Jahre lang betreute (Di Stéfanos längste Station als Cheftrainer) und 1971 Meister wurde. Nach verschiedenen Stationen übernahm er noch zweimal den FC Valencia, die er zum Gewinn des Europapokals der Pokalsieger (1980) und später zurück in die Primera División führte. Weiter betreute er zweimal Real Madrid und einmal River Plate (Meister 1981). Seine Trainerlaufbahn beendete Di Stéfano 1991 bei seinem alten Verein Real Madrid. Dort war er ab 2000 Ehrenpräsident. Später wurde er auch Ehrenpräsident der UEFA 2008.

## Titel, Erfolge und Auszeichnungen als Trainer und Funktionär

### Titel und Erfolge

#### Boca Juniors
- Argentinische Meisterschaft (1): 1969

#### River Plate
- Argentinische Meisterschaft (1): 1981

#### FC Valencia
- Spanische Meisterschaft (1): 1971
- Europapokal der Pokalsieger (1): 1980
- Aufstieg in die Primera División (1): 1987

#### Real Madrid
- Supercopa de España (1): 1990

## Auszeichnungen
- 2. Platz bei der Wahl des Ballon d’Or Dream Teams (Offensives Mittelfeld)
- UEFA President’s Award: 2007
- UEFA Ehrenpräsident: 2008[6]
- Ehrenpräsident von Real Madrid: seit 2000
- Deutscher Fußball-Kulturpreises 2007, „Walther-Bensemann-Sonderpreis“
- Namensträger des Estadio Alfredo di Stéfano, der Sportstätte des Real Madrid Castilla (seit 2006)
- Namensträger der Alfredo-Di-Stéfano-Trophäe (Marca) für den besten Spieler der Primera División